# Address Unknown (1944)
Address Unkown is een Amerikaanse film uit 1944 met Paul Lukas en Carl Esmond in de hoofdrollen. De film werd geregisseerd door William Cameron Menzies. 

## Rolverdeling
| Acteur           | Personage          |
| ---------------- | ------------------ |
| Paul Lukas       | Martin Schulz      |
| Carl Esmond      | Baron von Friesche |
| Peter van Eyck   | Heinrich Schulz    |
| Mady Christians  | Elsa Schulz        |
| Morris Carnovsky | Max Eisenstein     |